# Liste de villes d'Uruguay
Cet article concerne la liste complète des villes d'Uruguay de plus de 5 000 habitants.

## Liste complète des villes et agglomérations de plus de5 000 habitantsen Uruguay
Ce tableau complet affiche la population des villes et agglomérations de l'Uruguay aux recensements de 1996, 2004 et 2011. Le classement démographique est établi selon les données du recensement de 2011.
Nota Bene : La population des villes est établie "intra muros" et non selon celle de leur municipalité auxquelles elles appartiennent.

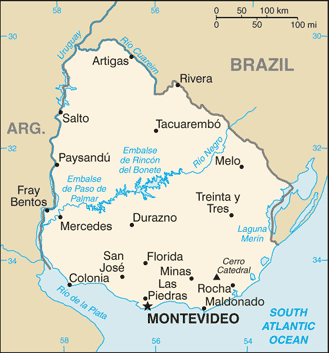
Carte de l'Uruguay

| Villes de l'Uruguay | Villes de l'Uruguay    | Villes de l'Uruguay | Villes de l'Uruguay | Villes de l'Uruguay | Villes de l'Uruguay |
| Rang                | Ville                  | Département         | Population          | Population          | Population          |
| Rang                | Ville                  | Département         | 1996                | 2004                | 2011                |
| ------------------- | ---------------------- | ------------------- | ------------------- | ------------------- | ------------------- |
| 1                   | Montevideo             | Montevideo          | 1 303 182           | 1 269 552           | 1 305 082           |
| 2                   | Salto                  | Salto               | 93 117              | 99 072              | 104 028             |
| 3                   | Ciudad de la Costa,    | Canelones           | -                   | 83 399              | 96 694              |
| 4                   | Paysandú,              | Paysandú            | 80 751              | 80 740              | 90 690              |
| 5                   | Maldonado,             | Maldonado           | 59 570              | 71 736              | 86 782              |
| 6                   | Rivera,                | Rivera              | 71 345              | 76 795              | 78 900              |
| 7                   | Las Piedras            | Canelones           | 66 584              | 69 222              | 62 247              |
| 8                   | Tacuarembó             | Tacuarembó          | 45 891              | 51 224              | 54 757              |
| 9                   | Melo                   | Cerro Largo         | 46 883              | 50 578              | 53 245              |
| 10                  | Artigas                | Artigas             | 40 244              | 41 687              | 43 567              |
| 11                  | Mercedes               | Soriano             | 39 320              | 42 032              | 41 975              |
| 12                  | Minas                  | Lavalleja           | 37 146              | 37 925              | 38 446              |
| 13                  | San José de Mayo       | San José            | 34 552              | 36 339              | 36 747              |
| 14                  | Durazno                | Durazno             | 30 607              | 33 576              | 35 466              |
| 15                  | Florida                | Florida             | 31 594              | 32 128              | 33 640              |
| 16                  | Treinta y Tres         | Treinta y Tres      | 26 390              | 25 711              | 33 458              |
| 17                  | Barros Blancos         | Canelones           | 26 813              | 28 610              | 31 650              |
| 18                  | Ciudad del Plata       | San José            | 21 368              | 26 582              | 31 146              |
| 19                  | San Carlos             | Maldonado           | 24 030              | 24 771              | 27 471              |
| 20                  | Colonia del Sacramento | Colonia             | 22 200              | 21 714              | 26 231              |
| 21                  | Pando                  | Canelones           | 23 384              | 24 004              | 25 949              |
| 22                  | Rocha                  | Rocha               | 26 017              | 25 538              | 25 422              |
| 23                  | Fray Bentos            | Río Negro           | 21 959              | 23 122              | 25 191              |
| 24                  | Salinas                | Canelones           | 5 279               | 6 574               | 23 005              |
| 25                  | Trinidad               | Flores              | 20 031              | 20 982              | 21 429              |
| 26                  | 18 de Mayo             | Canelones           | -                   | -                   | 21 371              |
| 27                  | La Paz                 | Canelones           | 19 547              | 19 832              | 20 526              |
| 28                  | Canelones              | Canelones           | 19 388              | 19 631              | 19 865              |
| 29                  | Dolores                | Soriano             | 14 784              | 15 753              | 19 135              |
| 30                  | Carmelo                | Colonia             | 16 658              | 16 866              | 18 041              |
| 31                  | Bella Unión            | Artigas             | 13 537              | 13 187              | 17 377              |
| 32                  | Young                  | Río Negro           | 14 567              | 15 759              | 16 756              |
| 33                  | Santa Lucía            | Canelones           | 16 764              | 16 475              | 16 742              |
| 34                  | Progreso               | Canelones           | 14 471              | 15 775              | 16 244              |
| 35                  | Paso Carrasco          | Canelones           | 12 174              | 15 028              | 15 908              |
| 36                  | Joaquín Suárez         | Canelones           | 13 173              | 14 324              | 15 865              |
| 37                  | Nueva Helvecia         | Colonia             | 9 650               | 10 002              | 15 004              |
| 38                  | General Líber Seregni  | Canelones           | 7 223               | 8 811               | 14 686              |
| 39                  | Río Branco             | Cerro Largo         | 12 215              | 13 456              | 14 604              |
| 40                  | Toledo                 | Canelones           | 11 107              | 12 756              | 14 210              |
| 41                  | Paso de los Toros      | Tacuarembó          | 13 315              | 13 231              | 13 105              |
| 42                  | Juan Lacaze            | Colonia             | 12 988              | 13 196              | 12 816              |
| 43                  | Punta del Este         | Maldonado           | 10 244              | 9 292               | 12 423              |
| 44                  | Parque del Plata       | Canelones           | 4 993               | 5 900               | 11 042              |
| 45                  | Piriápolis             | Maldonado           | 7 570               | 7 899               | 10 833              |
| 46                  | Libertad               | San José            | 8 353               | 9 196               | 10 166              |
| 47                  | Rosario                | Colonia             | 9 830               | 9 767               | 10 085              |
| 48                  | Nueva Palmira          | Colonia             | 8 339               | 9 239               | 9 857               |
| 49                  | Chuy                   | Rocha               | 9 804               | 10 401              | 9 675               |
| 50                  | Atlántida              | Canelones           | 3 989               | 4 580               | 9 562               |
| 51                  | Cardona                | Soriano             | 6 453               | 7 328               | 8 316               |
| 52                  | Lascano                | Rocha               | 7 134               | 6 994               | 7 645               |
| 53                  | Castillos              | Rocha               | 7 346               | 7 649               | 7 541               |
| 54                  | Pan de Azúcar          | Maldonado           | 6 532               | 7 098               | 7 276               |
| 55                  | Tranqueras             | Rivera              | 5 792               | 7 284               | 7 235               |
| 56                  | Sarandí del Yí         | Durazno             | 6 662               | 7 289               | 7 176               |
| 57                  | San Ramón              | Canelones           | 6 828               | 6 992               | 7 133               |
| 58                  | Tarariras              | Colonia             | 6 174               | 6 070               | 6 632               |
| 59                  | Sauce                  | Canelones           | 4 932               | 5 797               | 6 132               |
| 60                  | Sarandí Grande         | Florida             | 5 635               | 6 362               | 6 130               |
| 61                  | José Pedro Varela      | Lavalleja           | 4 983               | 5 332               | 5 118               |
| 62                  | Tala                   | Canelones           | 4 720               | 4 939               | 5 089               |
| 63                  | Guichón                | Paysandú            | 4 826               | 5 025               | 5 039               |
| 64                  | La Paloma              | Rocha               | 4 412               | 4 640               | 5 005               |

## Liste des capitales départementales
Liste par ordre de classement selon le recensement de 2011
| Villes de l'Uruguay | Villes de l'Uruguay    | Villes de l'Uruguay | Villes de l'Uruguay | Villes de l'Uruguay | Villes de l'Uruguay |
| Rang                | Ville                  | Département         | Population          | Population          | Population          |
| Rang                | Ville                  | Département         | 1996                | 2004                | 2011                |
| ------------------- | ---------------------- | ------------------- | ------------------- | ------------------- | ------------------- |
| 1                   | Montevideo             | Montevideo          | 1 303 182           | 1 269 552           | 1 305 082           |
| 2                   | Salto                  | Salto               | 93 117              | 99 072              | 104 028             |
| 3                   | Paysandú,              | Paysandú            | 80 751              | 80 740              | 90 690              |
| 4                   | Maldonado,             | Maldonado           | 59 570              | 71 736              | 86 782              |
| 5                   | Rivera,                | Rivera              | 71 345              | 76 795              | 78 900              |
| 6                   | Tacuarembó             | Tacuarembó          | 45 891              | 51 224              | 54 757              |
| 7                   | Melo                   | Cerro Largo         | 46 883              | 50 578              | 53 245              |
| 8                   | Artigas                | Artigas             | 40 244              | 41 687              | 43 567              |
| 9                   | Mercedes               | Soriano             | 39 320              | 42 032              | 41 975              |
| 10                  | Minas                  | Lavalleja           | 37 146              | 37 925              | 38 446              |
| 11                  | San José de Mayo       | San José            | 34 552              | 36 339              | 36 747              |
| 12                  | Durazno                | Durazno             | 30 607              | 33 576              | 35 466              |
| 13                  | Florida                | Florida             | 31 594              | 32 128              | 33 640              |
| 14                  | Treinta y Tres         | Treinta y Tres      | 26 390              | 25 711              | 33 458              |
| 15                  | Colonia del Sacramento | Colonia             | 22 200              | 21 714              | 26 231              |
| 16                  | Rocha                  | Rocha               | 26 017              | 25 538              | 25 422              |
| 17                  | Fray Bentos            | Río Negro           | 21 959              | 23 122              | 25 191              |
| 18                  | Trinidad               | Flores              | 20 031              | 20 982              | 21 429              |
| 19                  | Canelones              | Canelones           | 19 388              | 19 631              | 19 865              |

## Galerie

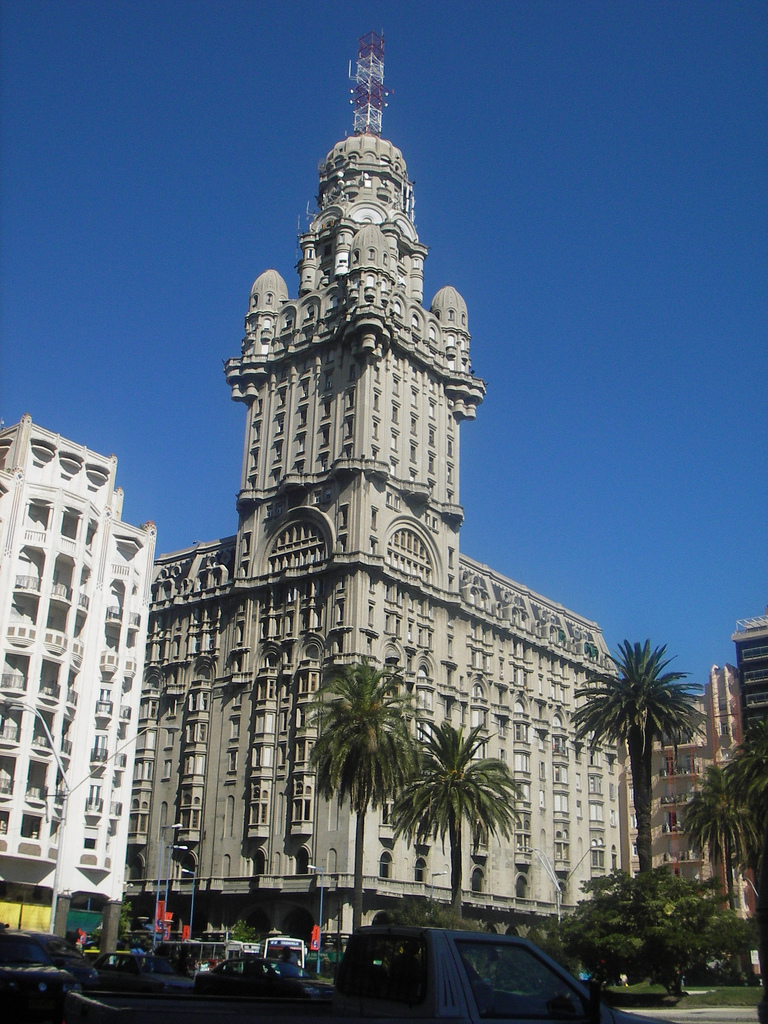
Montevideo, capitale de l'Uruguay et première ville du pays.
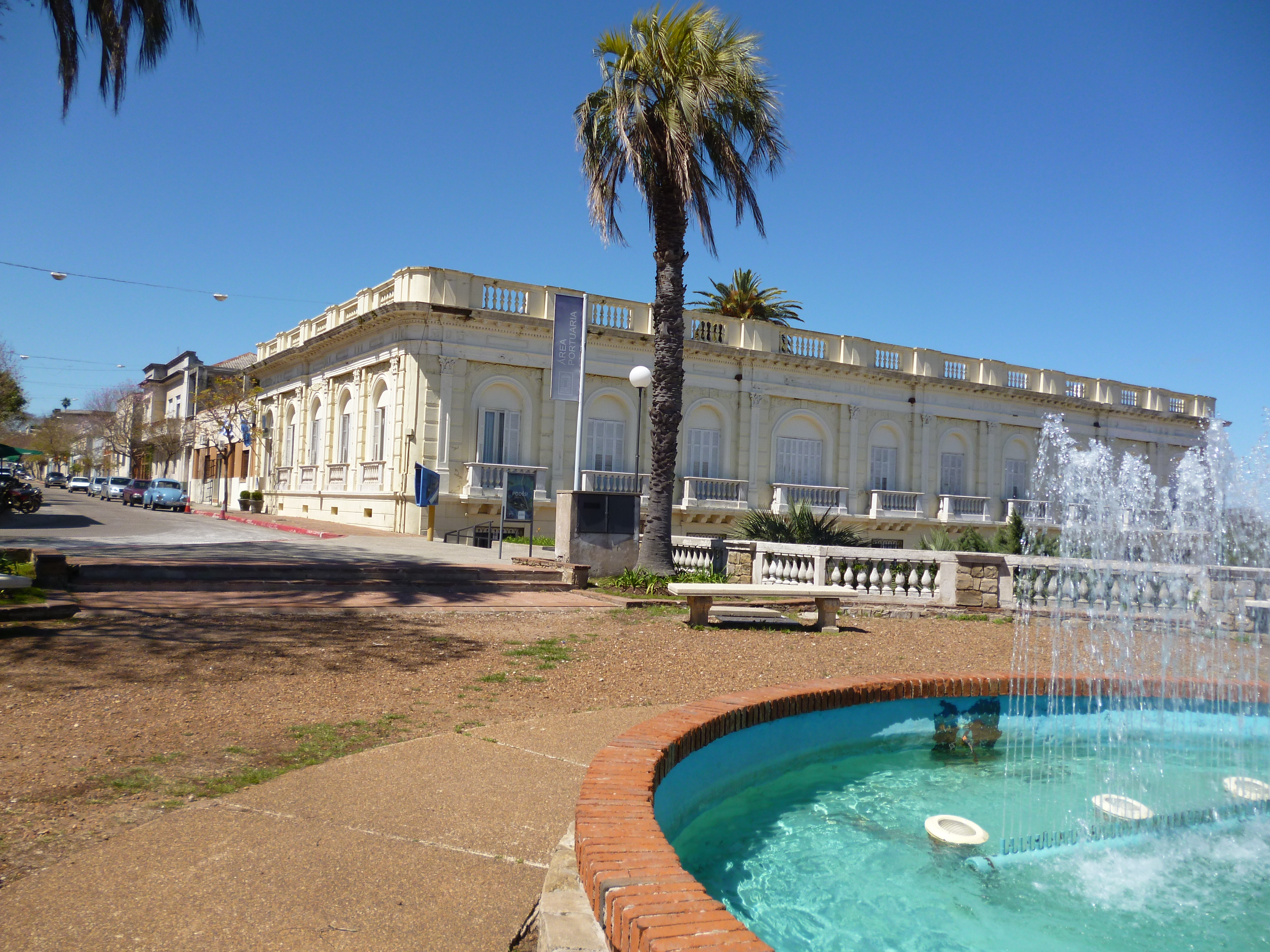
Salto, deuxième ville de l'Uruguay et troisième centre touristique du pays.
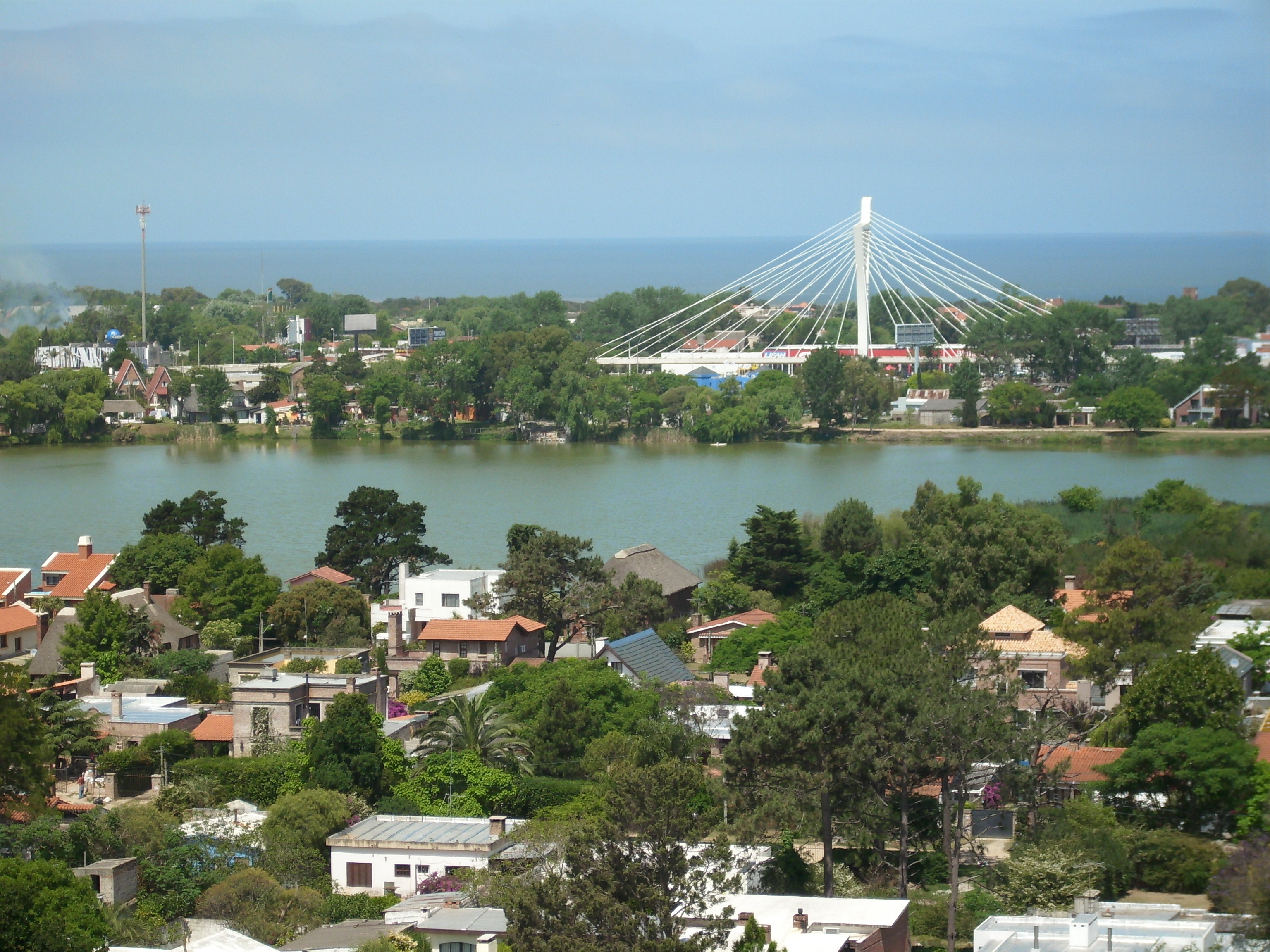
Ciudad de la Costa, troisième ville de l'Uruguay et grande station balnéaire  sur la Costa de Oro.
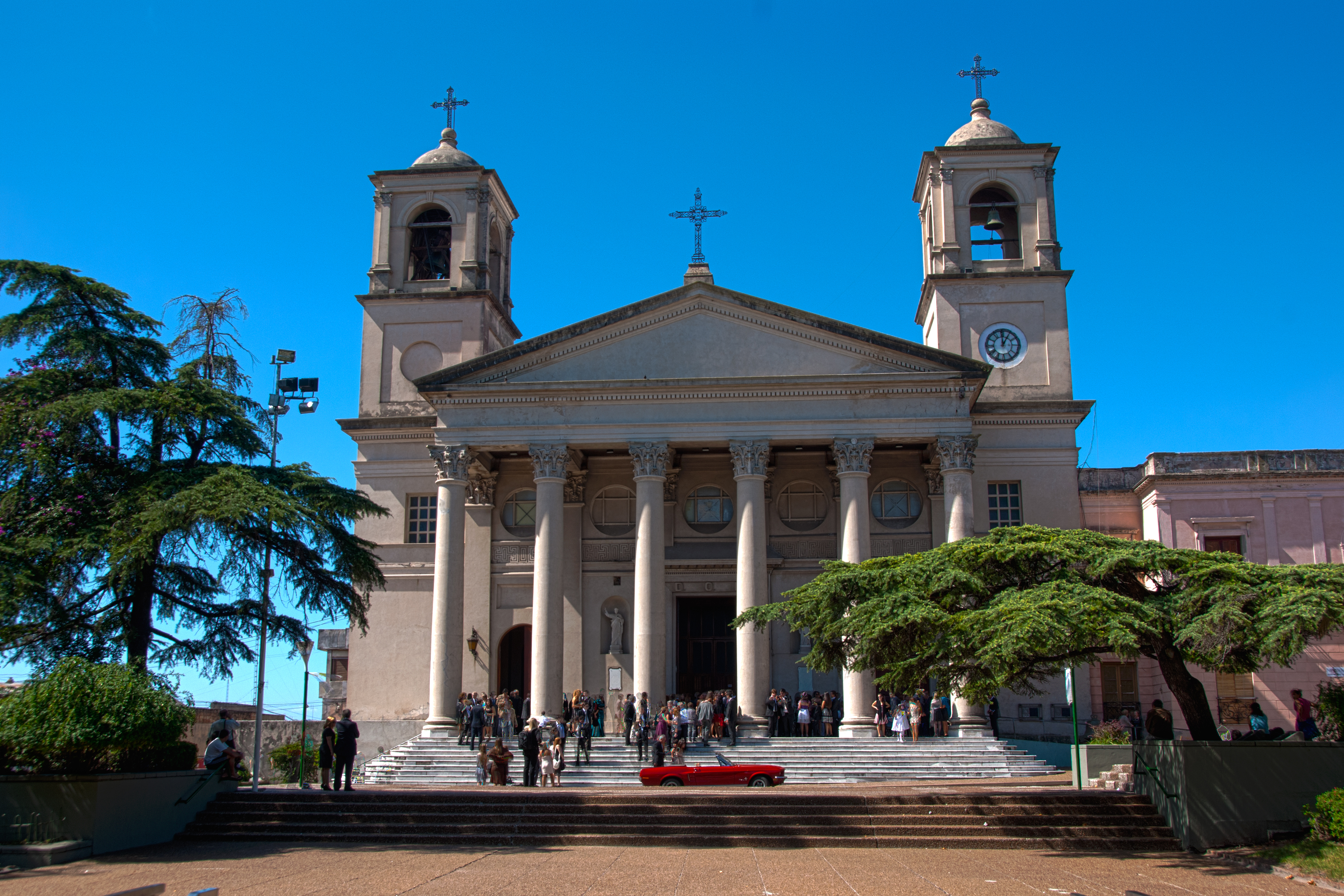
Paysandú, quatrième  ville  de  l'Uruguay  et un des principaux centres industrialo-portuaires du pays.
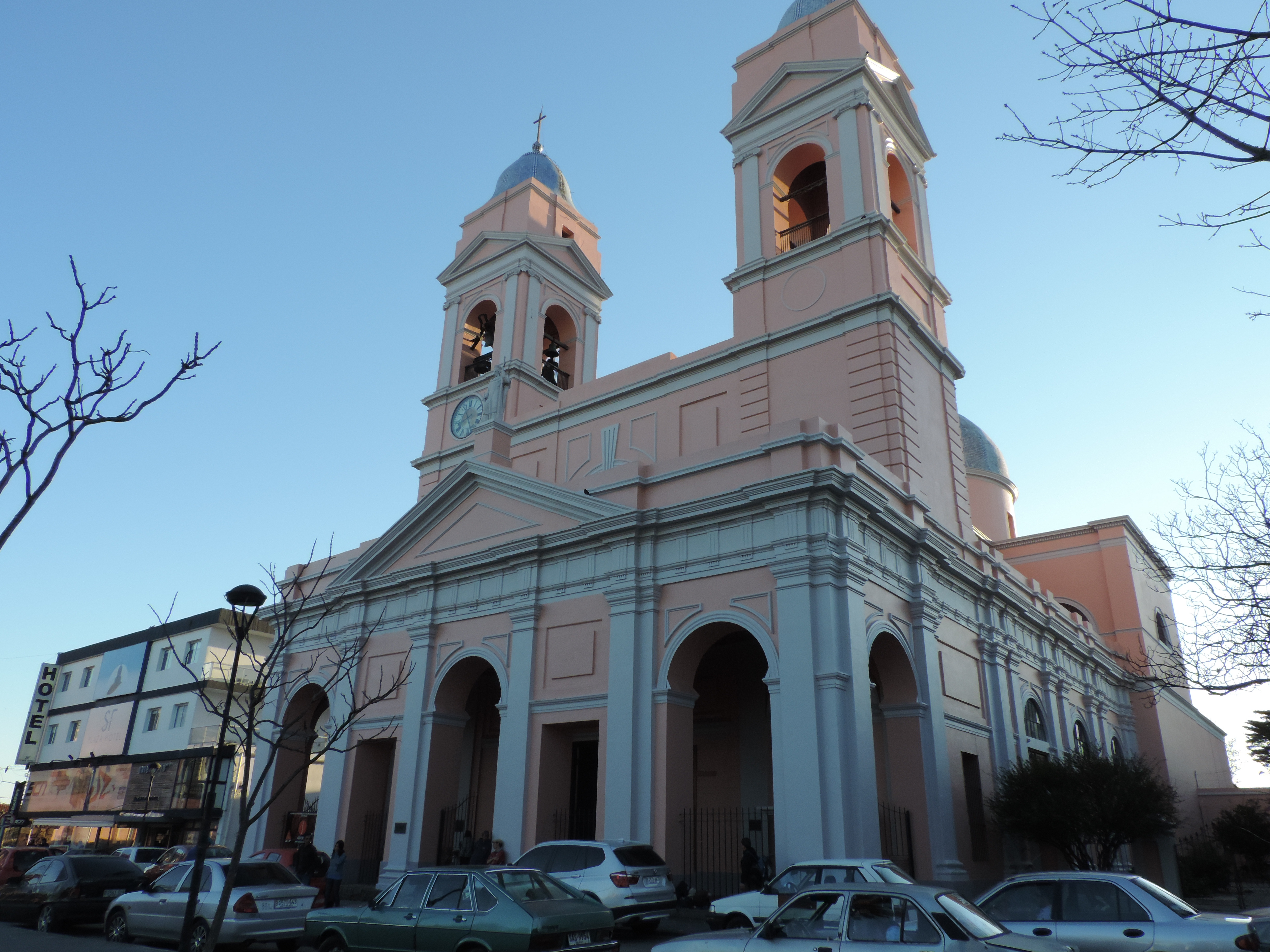
Maldonado, cinquième ville de l'Uruguay  et grand centre touristique  sur la baie de Maldonado.
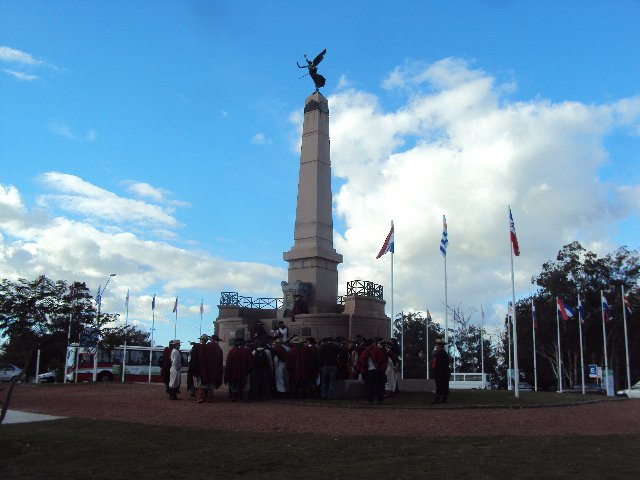
Las Piedras, "capitale" de la viticulture de l'Uruguay.
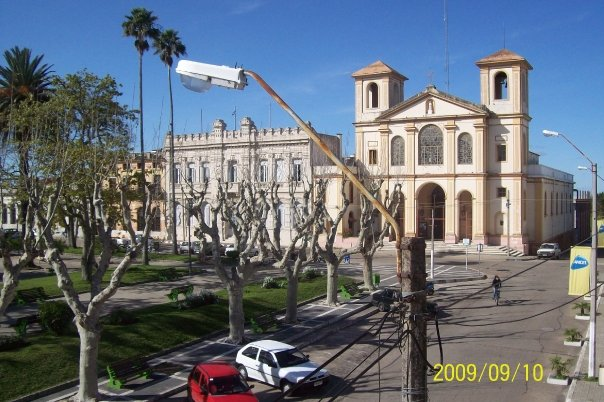
Melo.
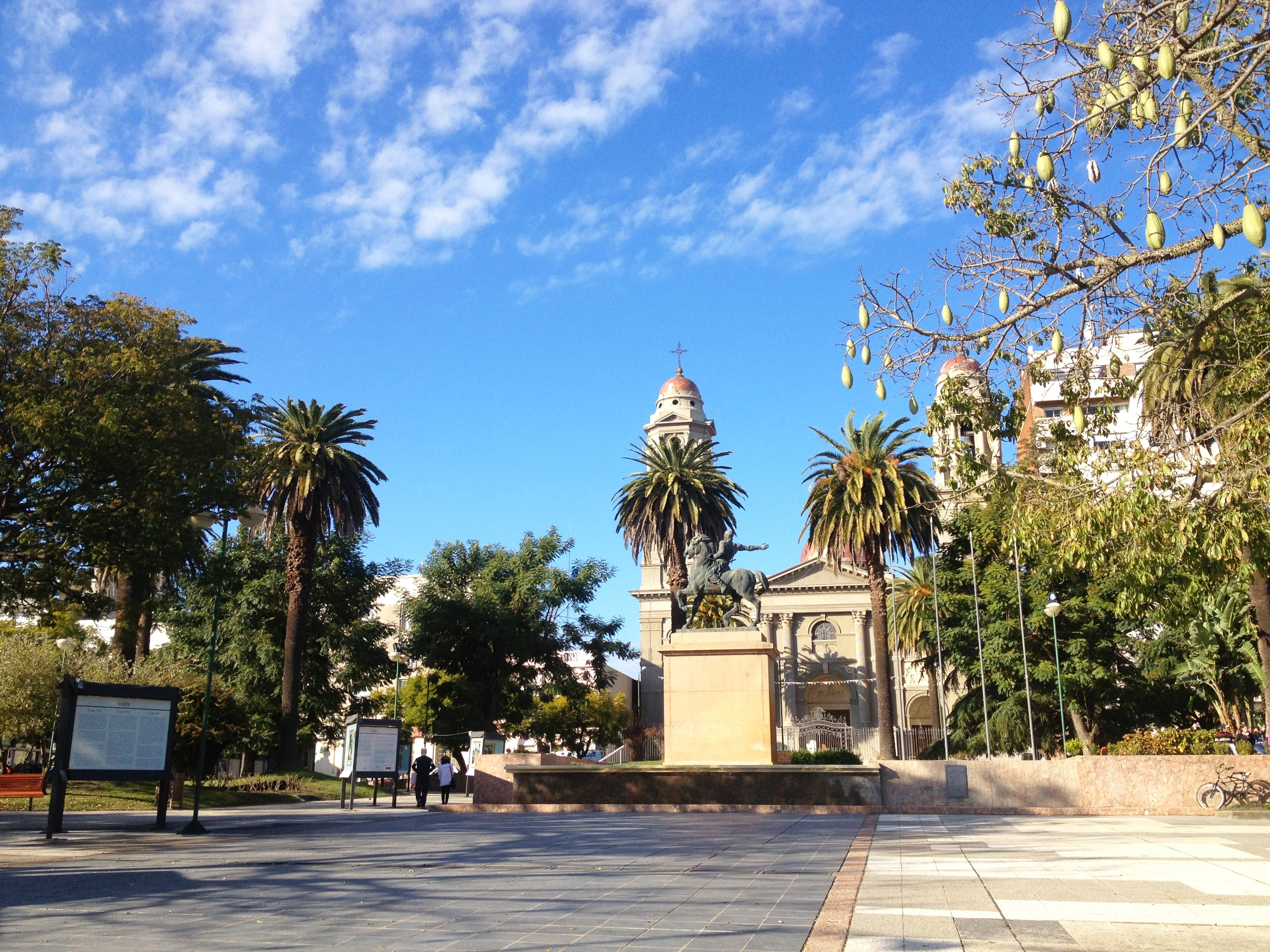
Mercedes.
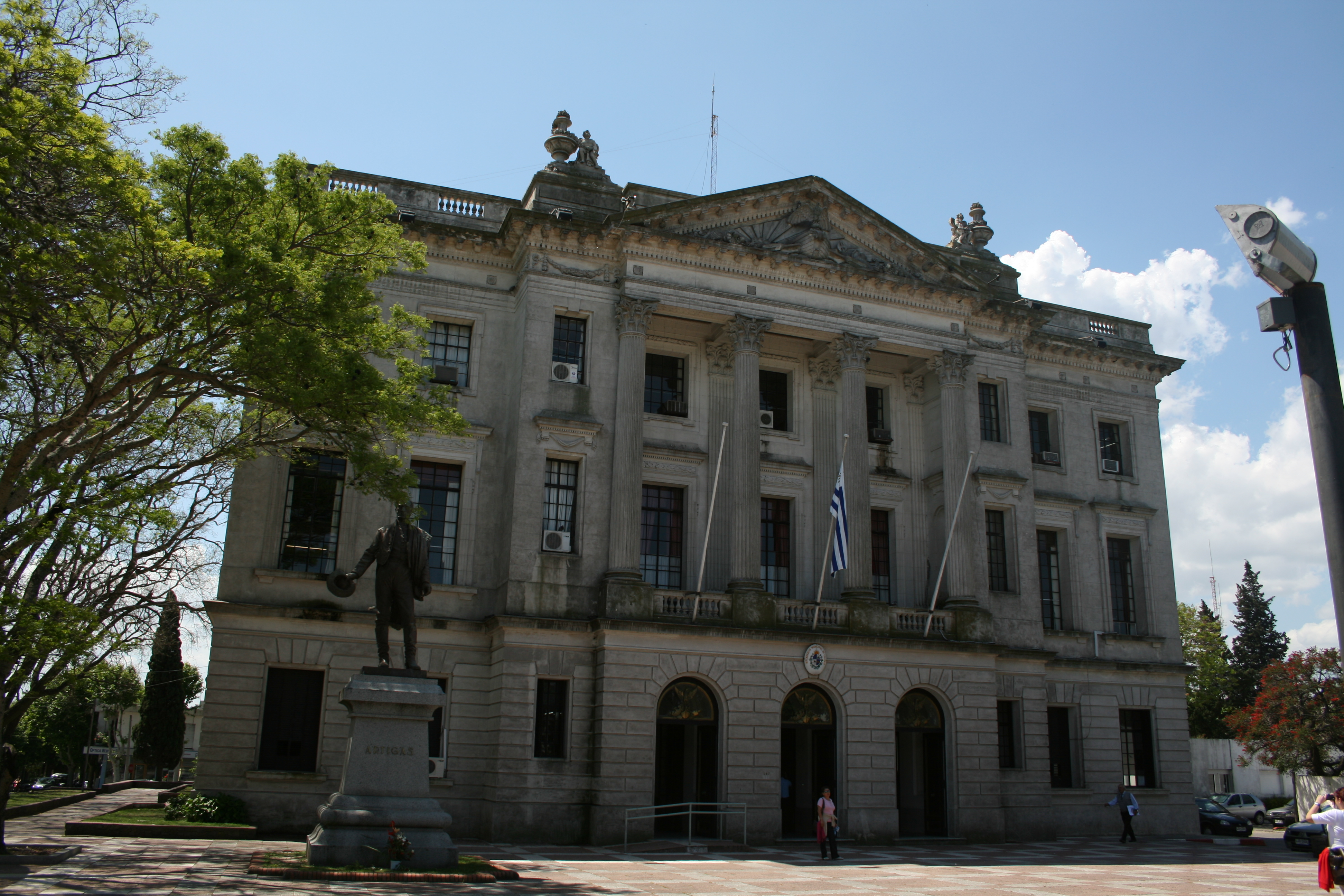
Colonia del Sacramento, l'une des plus anciennes villes de l'Uruguay.
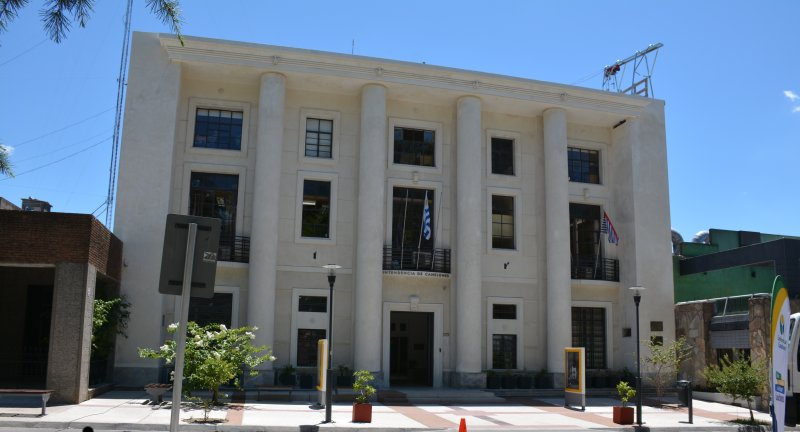
Canelones est la plus petite capitale départementale de l'Uruguay.
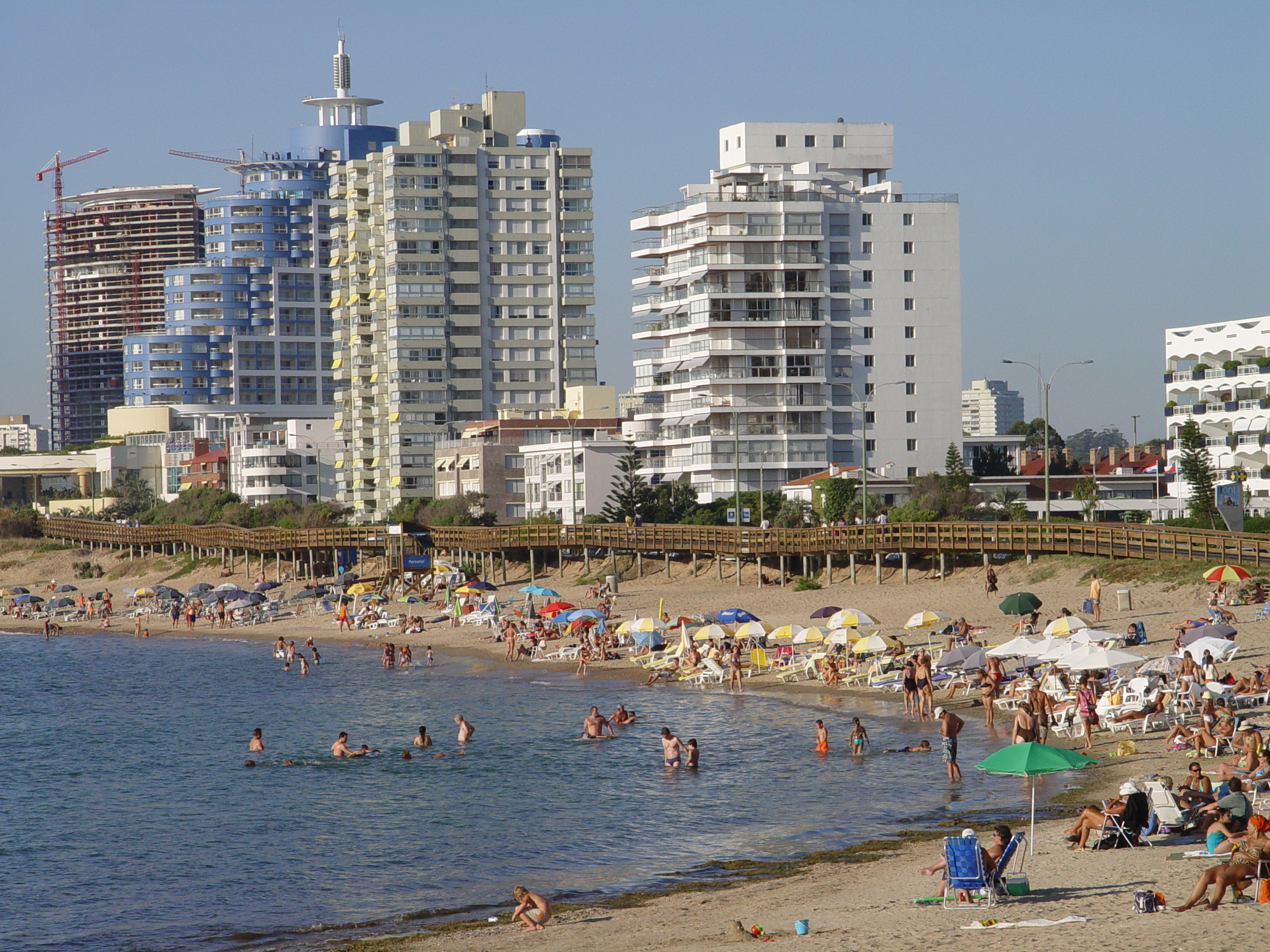
Punta del Este, la plus grande station balnéaire de l'Uruguay.
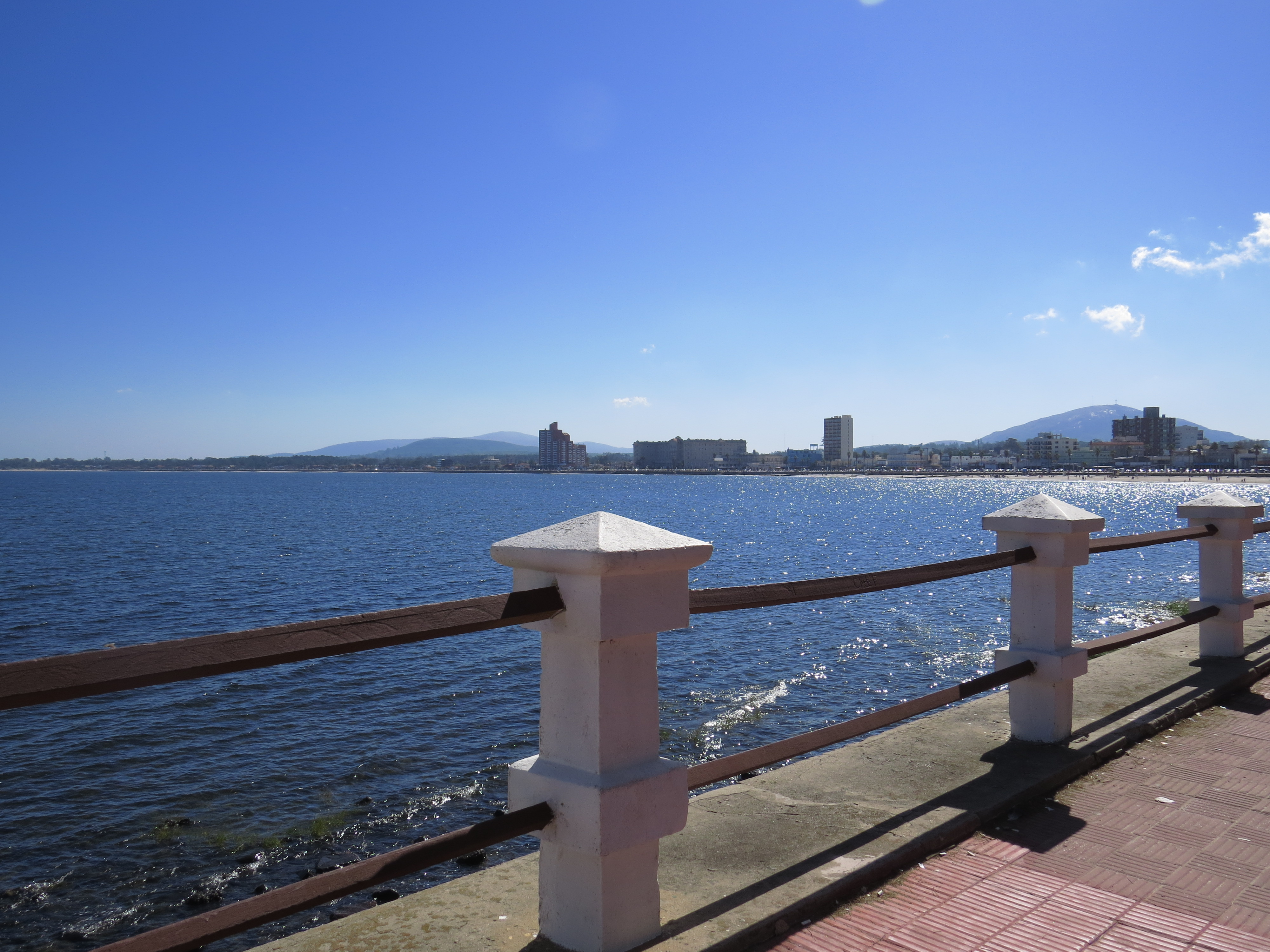
Rambla de Piriápolis, une des principales stations balnéaires de  l'Uruguay.